# Mit den Hirten will ich gehen

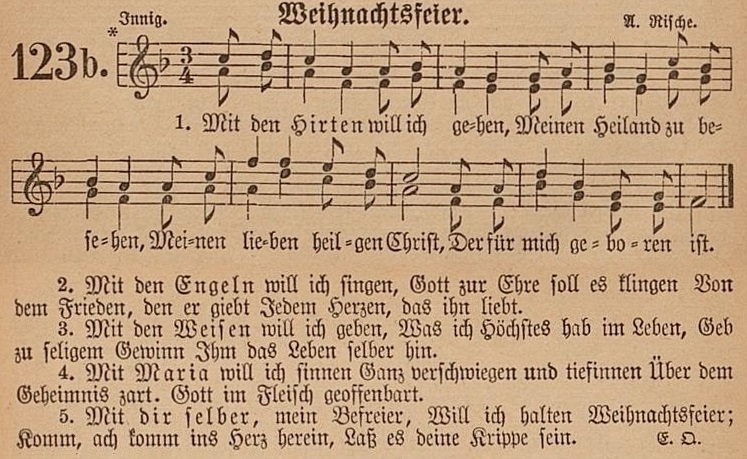
Mit den Hirten will ich gehen in der Kleinen Missionsharfe 1892

Mit den Hirten will ich gehen ist ein Weihnachtslied aus der Minden-Ravensberger lutherischen Erweckungsbewegung. Es ist vor allem in Westfalen bekannt und dort seit seiner Entstehung in volkstümlichen Liederbüchern und seit 1929 in den Regionalteilen der Kirchengesangbücher enthalten. Den Text schrieb der Pastor Emil Quandt, die Melodie komponierte der Pastor August Rische 1885.

## Entstehung und Rezeption
Johann Heinrich Volkening (1796–1877), die führende Persönlichkeit der ostwestfälischen Erweckung, ließ ab 1852 das Liederbuch Kleine Missionsharfe im Kirchen- und Volkston für festliche und außerfestliche Kreise erscheinen, das jahrzehntelang in rascher Folge neu aufgelegt wurde. Ausdrücklicher Zweck der Sammlung war es, das Singen volkstümlicher christlicher Lieder auch außerhalb von Kirche und Gottesdienst zu fördern.
Mit der 43. Auflage 1885 übernahm August Rische die editorische Verantwortung für die Missionsharfe. In derselben Auflage erschien zum ersten Mal das Lied Mit den Hirten will ich gehen. 
Seitdem war es in allen Auflagen der Missionsharfe enthalten und wurde auch in andere häusliche Liedersammlungen aufgenommen. Als 1929 das neue Evangelische Gesangbuch für Rheinland und Westfalen mit den Liedern des Deutschen Evangelischen Gesangbuchs als Stammteil erschien, wurde Mit den Hirten in den landeskirchlichen Liederteil in der Rubrik Geistliche Volkslieder – Nicht für den Gemeindegottesdienst aufgenommen (Anhangs-Nr. 43). Im Evangelischen Kirchengesangbuch, das für Rheinland-Westfalen-Lippe erst 1969 erschien, ist es im Inhaltsverzeichnis als eines der Lieder gekennzeichnet, die sich „für kleinere Kinder“ eignen (Nr. 412). Im landeskirchlichen Teil des Evangelischen Gesangbuchs hat es die Nr. 544.

## Inhalt
Das Lied ist in der Ich-Form gehalten. Der Singende identifiziert sich in den ersten vier Strophen mit den Hauptpersonen der Weihnachtsgeschichte, den Hirten, den Engeln, den Weisen und Maria, um ihnen in ihrer jeweiligen Rolle ähnlich zu werden. In der letzten Strophe wendet er sich an Jesus selbst mit der Bitte, sein Herz zur Krippe für ihn zu machen.

## Melodie
Die Melodie folgt dem vierzeiligen, trochäischen, paarreimigen Strophenschema in schlichter, kantabler Syllabik. Der zweifache Anapäst in jeder Zeile gibt ihr Beschwingtheit. Der Dreiertakt erinnert an die traditionelle Taktart der Pastorella. Trotz harmonischer Schlichtheit – zur Begleitung genügen Tonika, Dominante und Subdominante – ist sie durch die Steigerung bei der dritten Zeile nicht ohne Expressivität.